# A nagy játszma (diplomácia)

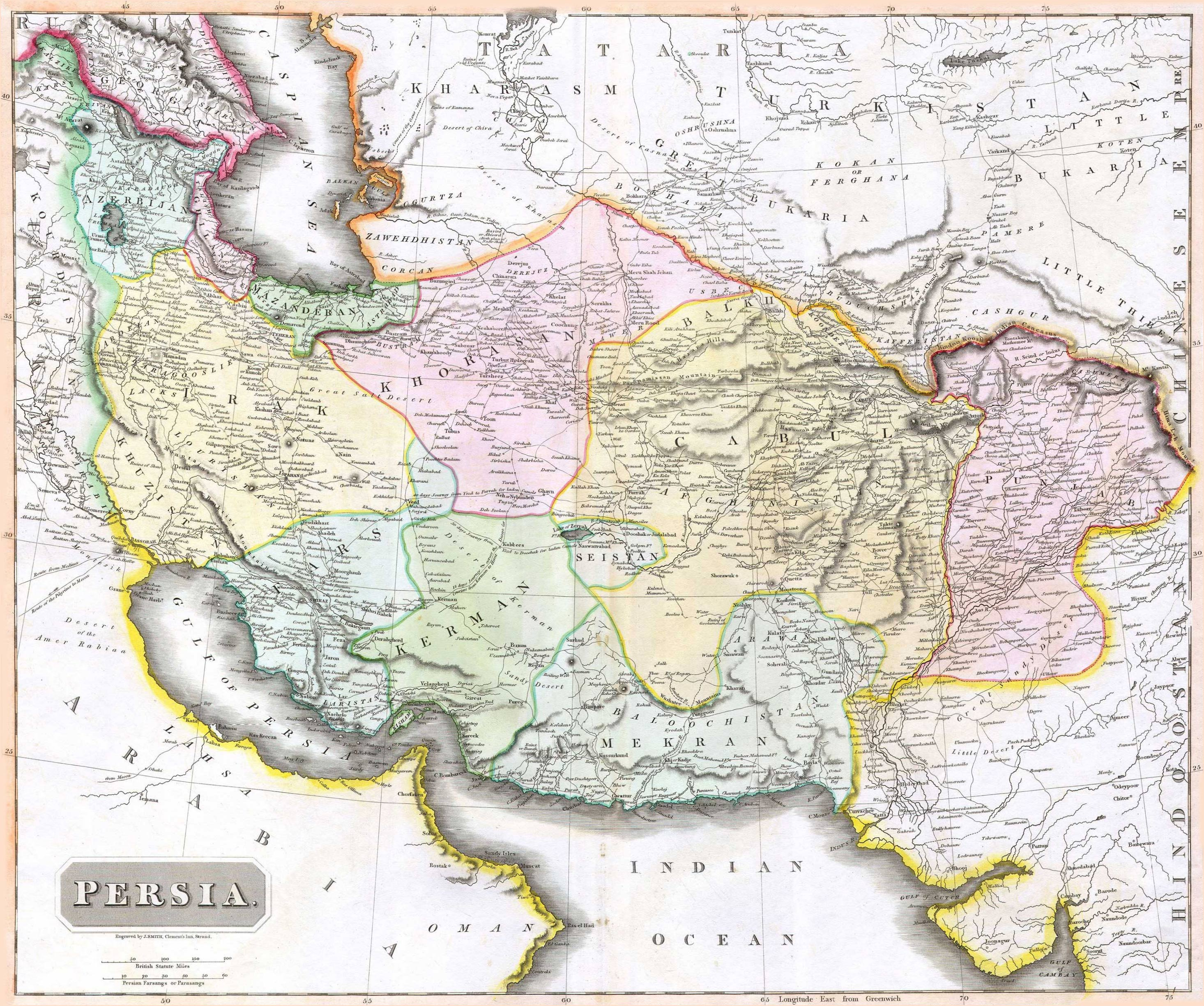
Nagy-Perzsia a Nagy játszma kezdetén 1814-ben.

A nagy játszma (angolul: The Great Game, oroszul: Большая игра, ejtsd „bolsaja igra”) a Brit és az Orosz Birodalom között Közép-Ázsia ellenőrzéséért folytatott 19. századi vetélkedés elnevezése a történettudományban. A nagy játszma kezdetének általában az 1813-as orosz–perzsa megállapodást, végének pedig az 1907-es angol–orosz konvenciót („szentpétervári szerződést”) szokták tekinteni. Az 1917-es októberi orosz forradalom után egy újabb, kisebb intenzitású ellentét alakult ki. Az ellenségeskedés azonban egész addig enyhült, míg az Egyesült Királyság és a Szovjetunió a második világháborúban egymás szövetségesei nem lettek.
A „The Great Game” kifejezés eredetét általában a Brit Kelet-indiai Társaság egyik, a Hatodik Bengáli Könnyűlovasság kötelékében szolgáló hírszerzőnek, Arthur Conollynak (1807–1842) tulajdonítják. A fogalmat a szélesebb közönséggel Rudyard Kipling brit író ismertette meg, 1901-ben megjelent Kim című regényében.

## Brit–orosz küzdelem Afganisztánért
Brit szempontból az oroszok közép-ázsiai terjeszkedése fenyegetést jelentett a korona, vagyis a Brit Birodalom ékkövére, Brit Indiára nézve. A britek attól féltek, hogy az oroszok elfoglalják Afganisztánt, és majd onnét kiindulva akarják megtámadni a szubkontinenst. Úgy gondolták, hogy a cár seregei egyesével szerzik meg a kánságokat.
Ilyen megfontolásból indították el a britek 1838-ban az első angol–afgán háborút. Fő céljuk Shuja Shah vezetésével egy bábállam kiépítése lett volna. A rezsim a brit katonai támogatás nélkül gyenge lábakon álló, fenntarthatatlan rendszernek bizonyult. A nép már Kabulban az utcákon rendszeresen rátámadt a brit helyőrség katonáira, akik emiatt kivonultak a városból.
A visszavonuló brit hadseregben 4500 katona szolgált (közülük mindössze 690 volt európai). Őket 12 000 civil is követte. Az afgán hadurak folyamatos támadásai után Indiába visszafelé menet dr. William Brydon kivételével az összes britet kivégezték. Rajta kívül csak néhány indiai katona maradt életben, akik el is jutottak India határáig.
A megalázó kabuli kivonulás után a britek Afganisztán iránti érdeklődése megcsappant. Az 1857-es indiai felkelés után az egyes kormányok ütközőállamként tekintettek az országra. Kaufman, Szkobelev és Csernyajev vezetésével az oroszok tovább nyomultak kelet felé, és 1865-ben már Taskentet is annektálták.
Szamarkand az Orosz Birodalom része lett, és egy szerződés hatásaként nemsokára már Buhara függetlensége is névlegesen maradt fenn. Az orosz befolyás már egészen az Amu-darja északi partjáig terjedt.
Benjamin Disraeli miniszterelnök egy levében azt tanácsolta Viktória brit királynőnek, hogy „Közép-Ázsiát meg kell tisztítani a moszkovitáktól, és egészen a Kaszpi-tengerig kell őket visszaszorítani.” Ekkor alkották meg azt a törvényt a királyi címekről, melyben megjelent az India császárnője cím. A brit király már ugyanolyan rangot viselt, mint a Német vagy az Orosz Birodalom uralkodója.
A nagy keleti válság kirobbanása után az oroszok 1878-ban diplomáciai küldöttséget menesztettek Kabulba, Sher Ali emír nem fogadta őket szívesen. Ekkor a britek akartak képviselőket küldeni. Őket sem látták szívesen, nekik is vissza kellett fordulniuk. Válaszul 40 000 brit katona lépte át Afganisztán határát, és kezdetét vette a második angol–afgán háború.
A harcok végén Abdur Rahman Khan maradt az ország vezetője. Cserébe el kellett fogadnia, hogy a terület külpolitikáját a britek irányítják, ennek fejében megerősítették a hatalmát. Abdur Rahman könyörtelenül leszámolt minden belső lázadással, és központi irányítást vezetett be országában.
Az orosz hódítás újabb válságával – a pandzsdei incidenssel – kellett megküzdeniük. 1844-ben Mervben egy oázist akartak elfoglalni. Oroszország az előző uralkodó teljes területére igényt tartott, és itt összetűzésbe keveredtek az afgán katonákkal. Még mielőtt a két nagyhatalom összecsapott volna, a britek úgy döntöttek, átengedik az Amu-darjától északra fekvő területeiket.
Az afgánok megkérdezése nélkül 1885 és 1888 között az orosz–angol határbizottság úgy döntött, Oroszország lemond a legtávolabbi megszerzett területekről, de Pandzsde környékét megtarthatja. A szerződés meghatározta Afganisztán állandó északi határvonalát is, ami az Amu-darja folyónál húzódik. Így viszont nagy területeket veszített el.
A Zorkul-tó környéki határokat ez a szerződés változatlanul hagyta. Erre a területre Afganisztán, Oroszország és Kína is igényt tartott. 1880 körül az afgánok előre nyomultak, és elfoglalták a Pamír-tó környékét. 1891-ben az oroszok küldtek csapatokat a területre, és diplomáciai feszültséget szítottak. Francis Younghusband brit kapitányt ki is vezényelték a Kis-Pamírban fekvő Bozai Gumbazba. Az incidens és az orosz kozákok déli behatolása oda vezetett, hogy a britek elkezdtek gyanakodni, vajon az oroszok nem akarnak-e behatolni „a jelentéktelen Államok Vezetőivel Dzsammu és Kasmír északi határán.” Ez volt az 1891-es Hunza–Nagar hadjárat legfőbb kiváltó oka. A harcok végén mindkét ország felett a britek szerezték meg az ellenőrzés jogát. 1892-ben a britek Charles Murrayt küldték a helyszínre, hogy ott vizsgálódjon. A britek arra gyanakodtak, hogy Oroszország kihasználja Kína területszerzési gyengeségét. 1893-ban megállapodást kötöttek, melynek értelmében demarkációs vonalat állítanak fel a határon. Ez 1895-re fejeződött be.

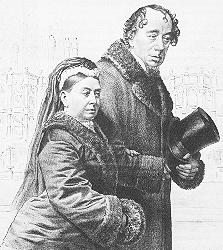
Benjamin Disraeli és Viktória királynő
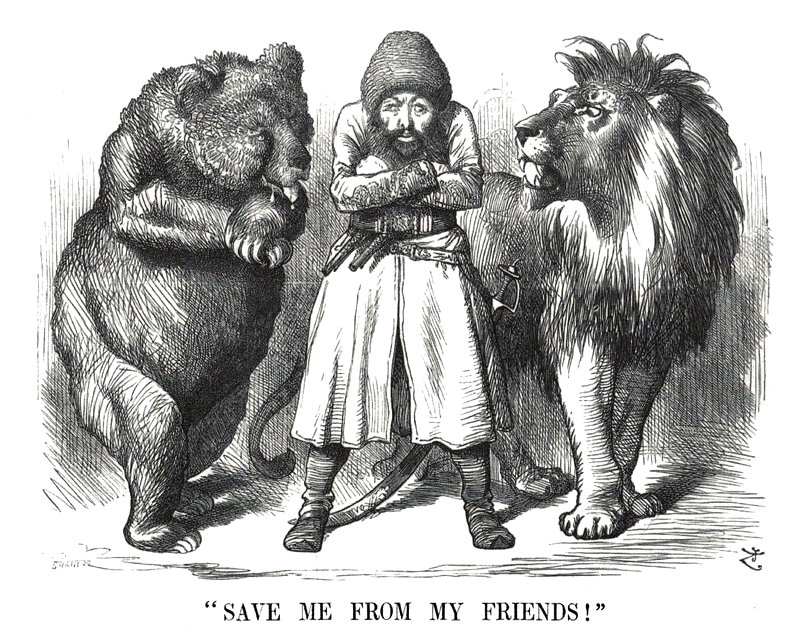
Politikai karikatúra: Afganisztán két „barátja”

## A nagy játszma kelet felé halad
Az 1890-es években a Xiva, Buhara és Kokand központú királyságai is mind orosz vazallus államokká váltak. Mivel Közép-Ázsia már a cár fennhatósága alá tartozik, a nagy játszma új színtéren, Kínában, Mongóliában és Tibetben játszódik. A britek 1904-ben elfoglalták Lhászát. Ezzel akarták megelőzni az oroszok cselszövéseit és azt, hogy II. Miklós orosz cár küldötte megbeszéléseket folytathasson a XIII. dalai lámával. A láma elhagyta országát, és száműzetésbe Kínába, illetve Mongóliába távozott. A britekben még mindig az a téves kép élt, hogy az oroszok meg akarják támadni a brit korona ékkövét, Indiát. Az Orosz Birodalmat viszont a Japánnal folytatott harcok mellett belső felkelések is gyengítették. Nem rendelkeztek akkora erővel, hogy ilyen messze fekvő déli területeket megtámadjanak. Kínával azonban más volt a helyzet.
A Középső Királyság hanyatlásnak indult a {{{2}}} (Qin-dinasztiát) alkotó mancsuk uralma alatt. Mivel két és fél évszázadon keresztül romlott az életszínvonal, az országon belül háborúk dúltak, így a sok belső probléma miatt nem tudtak megküzdeni a változó világ okozta kihívásokkal. Kína fegyverzete és harci taktikája elavult, középkori volt. A legtöbb régióban még csak nem is hallottak a modern gyárakról, vashidakról, vasutakról és a telegráfról. A természeti katasztrófák, az éhség és a belső lázadások tovább gyengítették a birodalom erejét. A nagyhatalmak ezalatt folyamatosan kereskedelmi és területi koncessziókat szereztek. Ezek miatt az egykor hatalmas mandzsu ország, Kína, kénytelen volt behódolni. Ugyanakkor a japánok ellen vívott háborút az oroszok elvesztették. Egy vezetőjük szavaival élve „egy nyugati technológiát és ipari módszereket alkalmazó ázsiai ország le tud győzni egy hatalmas európai államot.
1906-ban II. Miklós orosz cár titkos ügynököt küldött Kínába, hogy információkat gyűjtsön az ottani modernizációról és reformokról. A feladattal az orosz hadsereg egyik ezredesét, Carl Gustaf Emil Mannerheimet bízták meg. Finn útlevéllel, Paul Pelliot francia sinológus oldalán érkezett meg, és néprajzgyűjtőnek adta ki magát. Útja során felkereste Hszcsiangot (Xinjiangot), Kanszút, Senhszit, Honant, Sanhszit, Belső-Mongóliát, és így jutott el Pekingig. Közben a szent buddhista hegynél, a Vutajnál (Wutainál) még a XIII. dalai lámával is találkozott. Azonban ezalatt 1907-ben Oroszország és Nagy-Britannia megkötötte a nagy játszmának véget vető angol–orosz megállapodást, amely a hármas antant létrejöttének alapja lett.